# Sanel Jahić
Sanel Jahić (ur. 10 grudnia 1981 w Strasburgu) – bośniacki piłkarz grający na pozycji środkowego obrońcy lub defensywnego pomocnika.

## Kariera klubowa
Jahić urodził się w Strasburgu. Karierę piłkarską rozpoczął w juniorach RC Strasbourg, a następnie trenował także w młodzieżowej drużynie FC Sochaux-Montbéliard. W 2001 roku powrócił do ojczyzny rodziców i został zawodnikiem Željezničara Sarajewo. W 2002 roku wywalczył z nim mistrzostwo Bośni i Hercegowiny. W 2003 roku został wicemistrzem kraju oraz zdobył Puchar Bośni i Hercegowiny. W 2004 roku także został wicemistrzem kraju.
W trakcie sezonu 2003/2004 Jahić wyjechał do Hiszpanii i został zawodnikiem UD Las Palmas, grającego w Segunda División. W zespole z wyspy Gran Canaria spędził półtora roku i odszedł do Méridy UD, występującej w Segunda División B (III liga).
Latem 2006 roku Jahić wrócił do Željezničara i grał w nim przez półtora sezonu. W rundzie jesiennej sezonu 2007/2008 strzelił 12 goli i na wiosnę odszedł do greckiego Arisu Saloniki. W pierwszej lidze Grecji zadebiutował 6 stycznia 2008 w wygranym 1:0 wyjazdowym meczu z OFI Kreta. Zawodnikiem Arisu był do lata 2009 roku.
Następnie Jahić przeszedł do AEK-u Ateny, z którym podpisał czteroletni kontrakt. 13 września 2009 rozegrał dla AEK-u pierwsze spotkanie, wygrane 1:0 z Iraklisem Saloniki. Latem 2011 roku przeniósł się do APOEL Nikozja.
W sezonie 2012/2013 Jahić grał w Karabüksporze. Sezon 2013/2014 rozpoczął w St. Johnstone FC, a następnie trafił do Grasshoppers Zurych. W 2015 został zawodnikiem APO Lewadiakos.
| Sezon   | Klub                | Kraj                 | Rozgrywki                 | Mecze | Bramki |
| ------- | ------------------- | -------------------- | ------------------------- | ----- | ------ |
| 2001/02 | FK Željezničar      | Bośnia i Hercegowina | Premijer Liga             | 15    | 0      |
| 2002/03 | FK Željezničar      | Bośnia i Hercegowina | Premijer Liga             | ?     | ?      |
| 2003/04 | FK Željezničar      | Bośnia i Hercegowina | Premijer Liga             | ?     | ?      |
| 2003/04 | UD Las Palmas       | Hiszpania            | Segunda División          | 19    | 3      |
| 2004/05 | UD Las Palmas       | Hiszpania            | Segunda División B        | 6     | 0      |
| 2005/06 | Mérida UD           | Hiszpania            | Segunda División B        | 17    | 1      |
| 2006/07 | FK Željezničar      | Bośnia i Hercegowina | Premijer Liga             | 23    | 7      |
| 2007/08 | FK Željezničar      | Bośnia i Hercegowina | Premijer Liga             | 14    | 12     |
| 2007/08 | Aris FC             | Grecja               | Super League              | 15    | 0      |
| 2008/09 | Aris FC             | Grecja               | Super League              | 16    | 2      |
| 2009/10 | AEK Ateny           | Grecja               | Super League              | 20    | 1      |
| 2010/11 | AEK Ateny           | Grecja               | Super League              | 17    | 0      |
| 2011/12 | APOEL Nikozja       | Cypr                 | Protathlima A’ Kategorias | 12    | 0      |
| 2011/12 | Karabükspor         | Turcja               | Süper Lig                 | 14    | 3      |
| 2012/13 | Karabükspor         | Turcja               | Süper Lig                 | 7     | 0      |
| 2013/14 | St. Johnstone FC    | Szkocja              | Premier League            | 5     | 0      |
| 2013/14 | Grasshoppers Zurych | Szwajcaria           | Super League              | 13    | 0      |
| 2014/15 | Grasshoppers Zurych | Szwajcaria           | Super League              | 14    | 0      |
| 2015/16 | APO Lewadiakos      | Grecja               | Superleague Ellada        |       |        |

## Kariera reprezentacyjna
Jahić ma za sobą występy w reprezentacji Bośni i Hercegowiny U-21. W dorosłej reprezentacji zadebiutował 26 marca 2008 w zremisowanym 2:2 towarzyskim spotkaniu z Macedonią. 28 marca 2009 w meczu eliminacji do Mistrzostw Świata w RPA z Belgią (4:2) zdobył pierwszego gola w kadrze narodowej.